# 富来町 (大分県)
富来町（とみくまち）は、かつて大分県東国東郡にあった町。

## 地理
- 国東半島の東部に位置する。
- 東部は伊予灘に面する。

## 沿革
- 1889年（明治22年）4月1日 - 町村制施行により東国東郡富来浦、富来村、深江村、東堅来村、浜崎村、大恩寺村が合併し、富来村（とみくむら）が発足。
- 1897年（明治30年）3月16日 - 町制施行し富来町となる。
- 1954年（昭和29年）3月31日 - 東国東郡国東町、来浦町、豊崎村、上国崎村、旭日村（一部）と合併し、国東町となり消滅。